# OSx86
OSx86 (un acrónimo de OS X y x86) es una colaboración "hacking" para ejecutar el sistema operativo de Apple, Mac OS X en ordenadores personales PC de arquitectura x86 y x86-64 con procesadores compatibles (Solo siguiendo instrucciones específicas como SSE2 y SSE3 en el caso de procesadores Intel). El desarrollo comenzó poco después del anuncio en junio de 2005 en la Conferencia Mundial de Desarrolladores, de que Apple haría una transición en sus procesadores de PowerPC a Intel.
Un equipo construido para soportar este tipo de Mac OS X es también conocido como Hackintosh o Hackint0sh, una mezcla de la palabra "hack" y el nombre de marca principal de los ordenadores de Apple, Macintosh.
Se le denomina también "Hackbook" o "Hacbook" a las computadora portátiles que posean el ya mencionado sistema operativo propietario dentro de su sistema x86 (los más compatibles hasta el momento han sido HP, COMPAQ, Dell, Sony VAIO y MSI.

## Licencia de Apple
La licencia de software de Apple no permite a Mac OS X ser utilizado en hardware que no es "de marca Apple". La legalidad de esta forma de vinculación esta en disputa por empresas como Psystar y PearC, que han intentado comercializar el sistema Mac OS X en ordenadores no Apple. Sin embargo, las reclamaciones de Apple para evitar estas prácticas con Mac Os X están siendo a favor de la empresa y en noviembre de 2009 ganó un juicio sumario contra Psystar por estos motivos.
Aun así, el colectivo OSx86 continúa perfeccionando la modificación del sistema para hacerlo compatible con el hardware actual y es fácil en la actualidad encontrar tutoriales para instalar sin dificultad incluso la última versión del sistema,  MacOS Big Sur  , siendo Hackintosh Zone (anteriormente Niresh), iDeneb, iATKOS, LeoHazard, o UniBeast las más populares en la red.
- Datos: Q6047784